# Hetty Pettigrew
Harriet Selina Pettigrew, più nota come Hetty Pettigrew e talvolta citata come Bessie Pettigrew (Portsmouth, 9 ottobre 1867 – 1953), è stata una modella e scultrice britannica, sorella delle modelle Rose e Lily Pettigrew.

## Biografia
Harriet Selina Pettigrew nacque nel 1867 ed era una dei tredici figli di William Joseph Pettigrew, un tagliatore di sughero, e di Harriet Davis, che aiutava in casa con dei lavori di cucito.

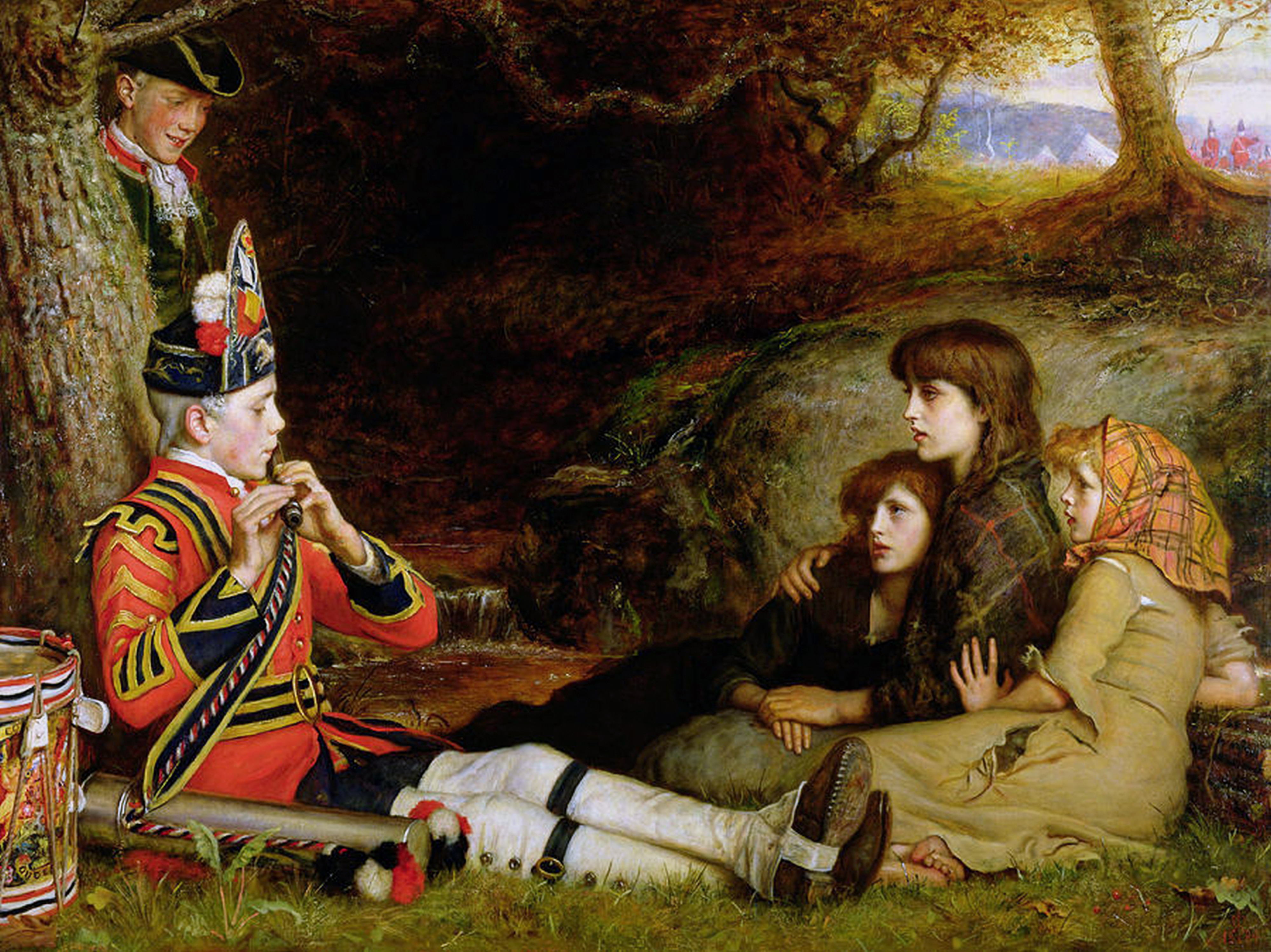
John Everett Millais, Un idillio del 1745, 1884

Intorno al 1882, dopo la morte improvvisa di suo padre, all'età di quindici anni, si trasferì a Londra con la madre e le sorelle minori. Nella capitale le sorelle entrarono nel mondo artistico, diventando delle modelle per pittori come James McNeill Whistler, William Holman Hunt, John Everett Millais (che le descrisse come "tre zingarelle"), John William Godward e altri. La sorella Rose la descriveva affermando che aveva "i capelli lisci e lucenti che brunivano come una castagna, la pelle gloriosa e dei grandi occhi color nocciola". Uno dei primissimi quadri per il quale le tre sorelle posarono fu Un idillio del 1745, dipinto da Millais nel 1884.

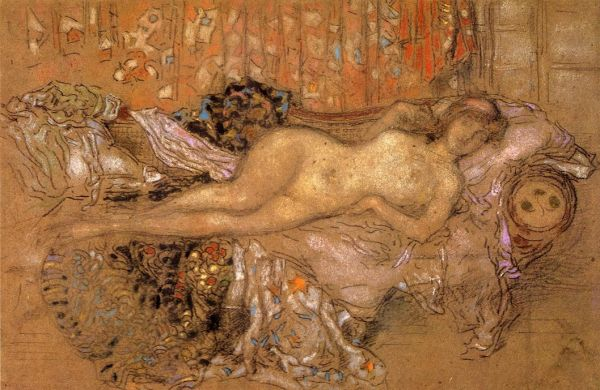
James Abbott McNeill Whistler, L'araba, 1890 circa

Come le sue sorelle, Hetty posò per Whistler, che nel 1890 dipinse un suo ritratto, oltre a realizzare dei disegni a pastello su di lei. L'araba, per la quale Hetty posò nuda, era uno dei disegni più erotici di Whistler e la raffigurava sdraiata su un letto.
Nel 1884, Hetty conobbe il pittore Theodore Roussel, che la immortalò nel dipinto Ragazza che legge, realizzato tra il 1886 e il 1887: la tela la ritrae come una ragazza rilassata che legge una rivista su una sedia, che non si sente a disagio a posare senza alcun vestito addosso. Presto Hetty divenne la sua amante, avendo da lui una figlia, Iris, nata nel 1900 circa. Tuttavia, quando morì la moglie di Roussel, quest'ultimo si sposò in seconde nozze con Ethel Melville, la vedova dell'acquerellista Arthur Melville, nel 1914. Ella non volle più posare per Roussel e in seguito Hetty si dedicò alla scultura: ella espose delle opere all'istituto di belle arti di Glasgow ed ebbe delle relazioni con scultori come Hamo Thornycroft e John Tweed. Infine, morì nel 1953.

## Galleria d'immagini

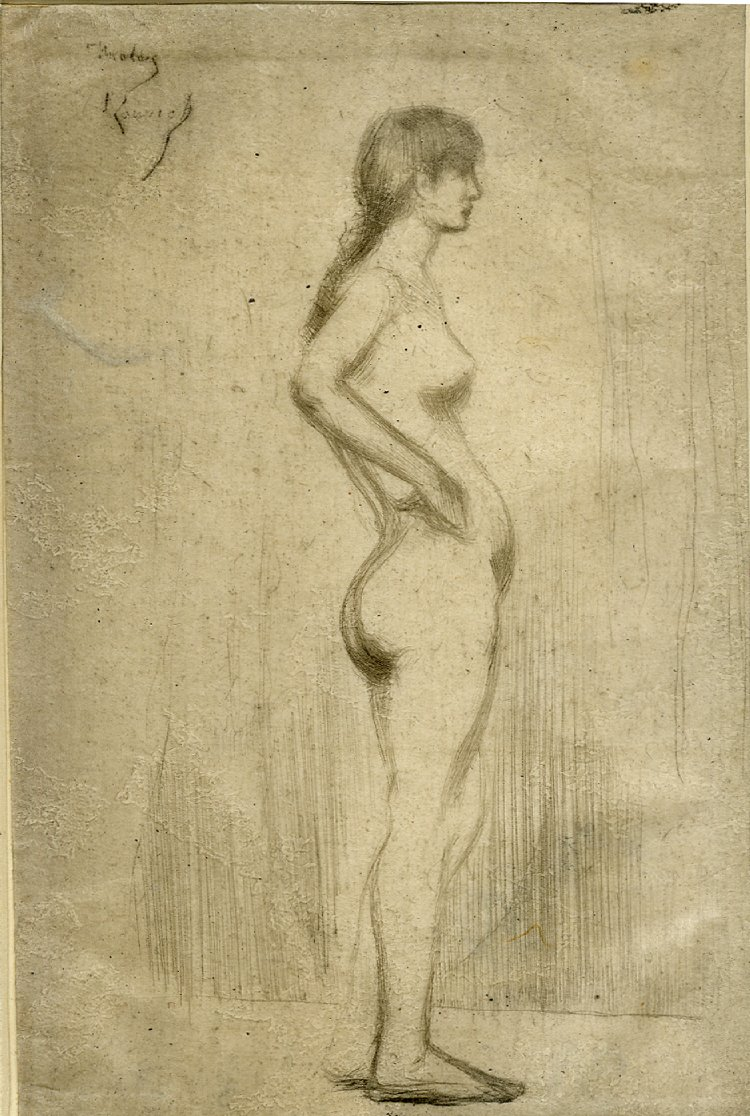
Theodore Roussel, Studio di una ragazza nuda in piedi, 1890
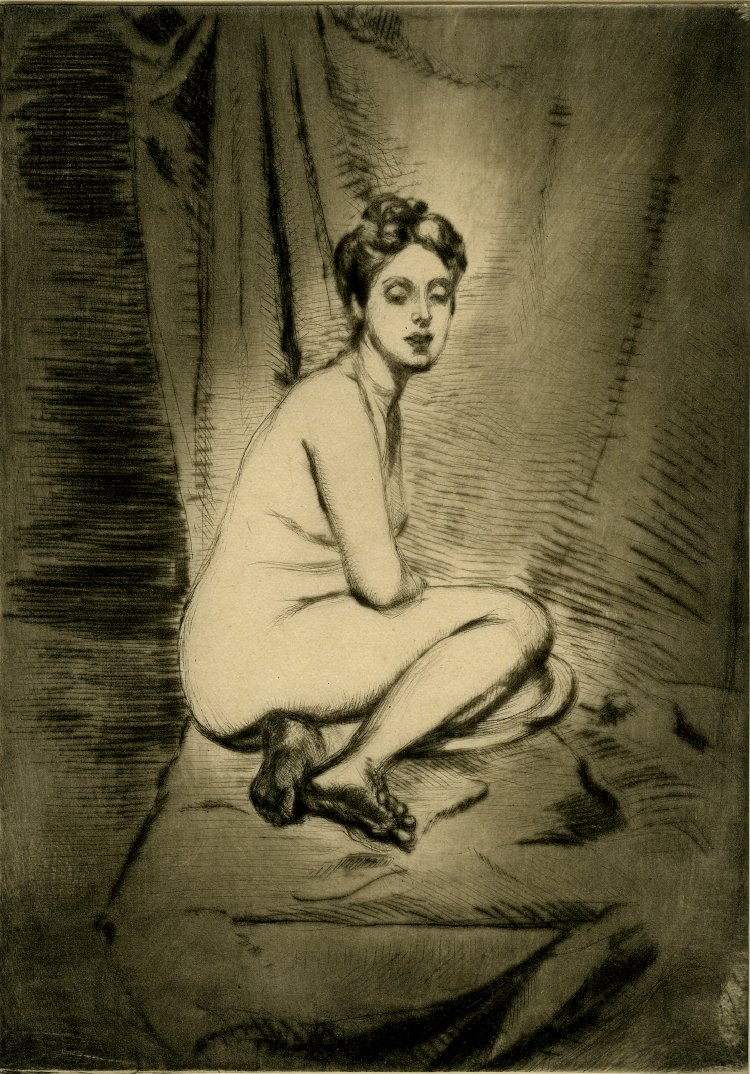
Theodore Roussel, Figura di una donna accovacciata, 1906
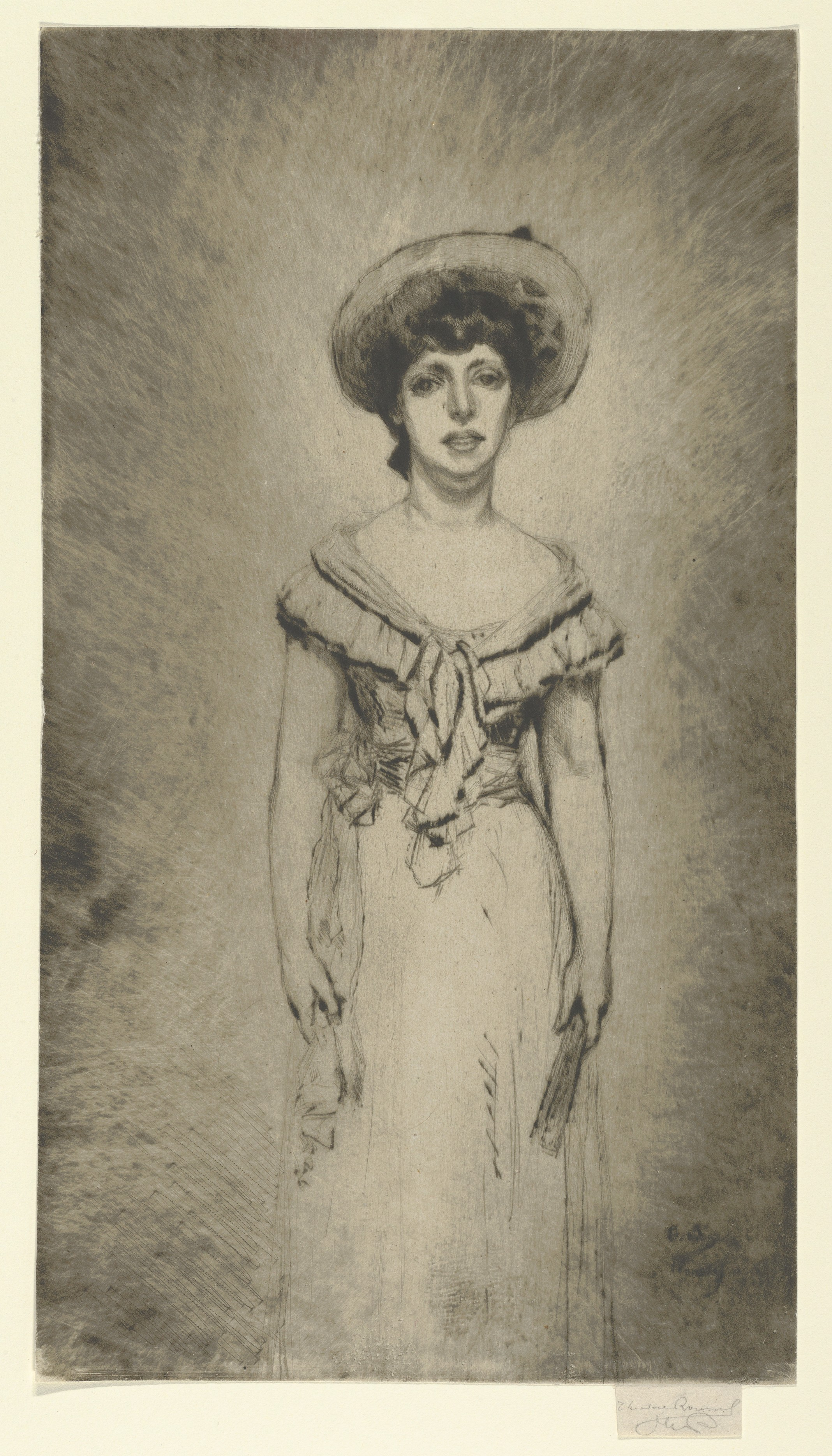
Theodore Roussel, Ritratto di Miss Hetty Pettigrew, 1908